# Repton (Australia)
Repton – miasto w Australii, w stanie Nowa Południowa Walia.